# El poder del talismán
El poder del talismán (en chino: 飛龍再生, en inglés: The Medallion) es una película de acción y comedia  de Estados Unidos y Hong Kong estrenada en 2003, coescrita y dirigida por el cineasta Gordon Chan y protagonizada por Jackie Chan, Lee Evans, Claire Forlani y Julian Sands. Fue mucho menos exitosa que otras películas estadounidenses de Chan como la serie de películas Rush Hour, Shanghai Noon y su secuela, Shanghai Knights. La película fue estrenada teatralmente el 15 de agosto de 2003 en Hong Kong y el 22 de agosto de 2003 en los Estados Unidos por TriStar Pictures. La película recibió críticas negativas de parte de los críticos y ganó solamente 34 millones de dólares con un presupuesto total de 41 millones.

## Sinopsis
Eddie (Chan) es un oficial de policía de Hong Kong contratado por la Interpol para capturar a un señor del crimen conocido como Snakehead (Sands), y evitar que secuestrara a un chico elegido con poderes especiales, al tener un accidente en una operación policial donde recuperan al niño elegido muere, más adelante resucita de forma sobrenatural y obtiene los poderes del medallón completo. Esto le otorga poderes sobrehumanos sobrenaturales e inmortalidad. Gran parte de la película presenta temas sobrenaturales y místicos, aunque está llena de acción y comedia.

## Reparto
- Jackie Chan como Eddie Yang.
- Lee Evans como Arthur Watson.
- Claire Forlani como Nicole James.
- Alex Bao como Jai.
- Julian Sands como Snakehead/AJ Staul.
- Johann Myers como Giscard.
- John Rhys-Davies como Hammerstock-Smythe.
- Anthony Wong Chau Sang como Lester Wong.
- Christy Chung como Charlotte Watson.
- Tara Leniston como enfermera de Jai.
- Billy Hill como Miles Watson.